# اولد (مجارستان)
اولد (به مجاری: Old) یک شهرداری در مجارستان است که در ناحیهٔ شیکلوش واقع شده‌است. اولد ۱۴٫۰۷ کیلومتر مربع مساحت و ۳۷۱ نفر جمعیت دارد.